# Astragalus leontinus
Astragalus leontinus là một loài thực vật có hoa trong họ Đậu. Loài này được Wulfen miêu tả khoa học đầu tiên.

## Hình ảnh

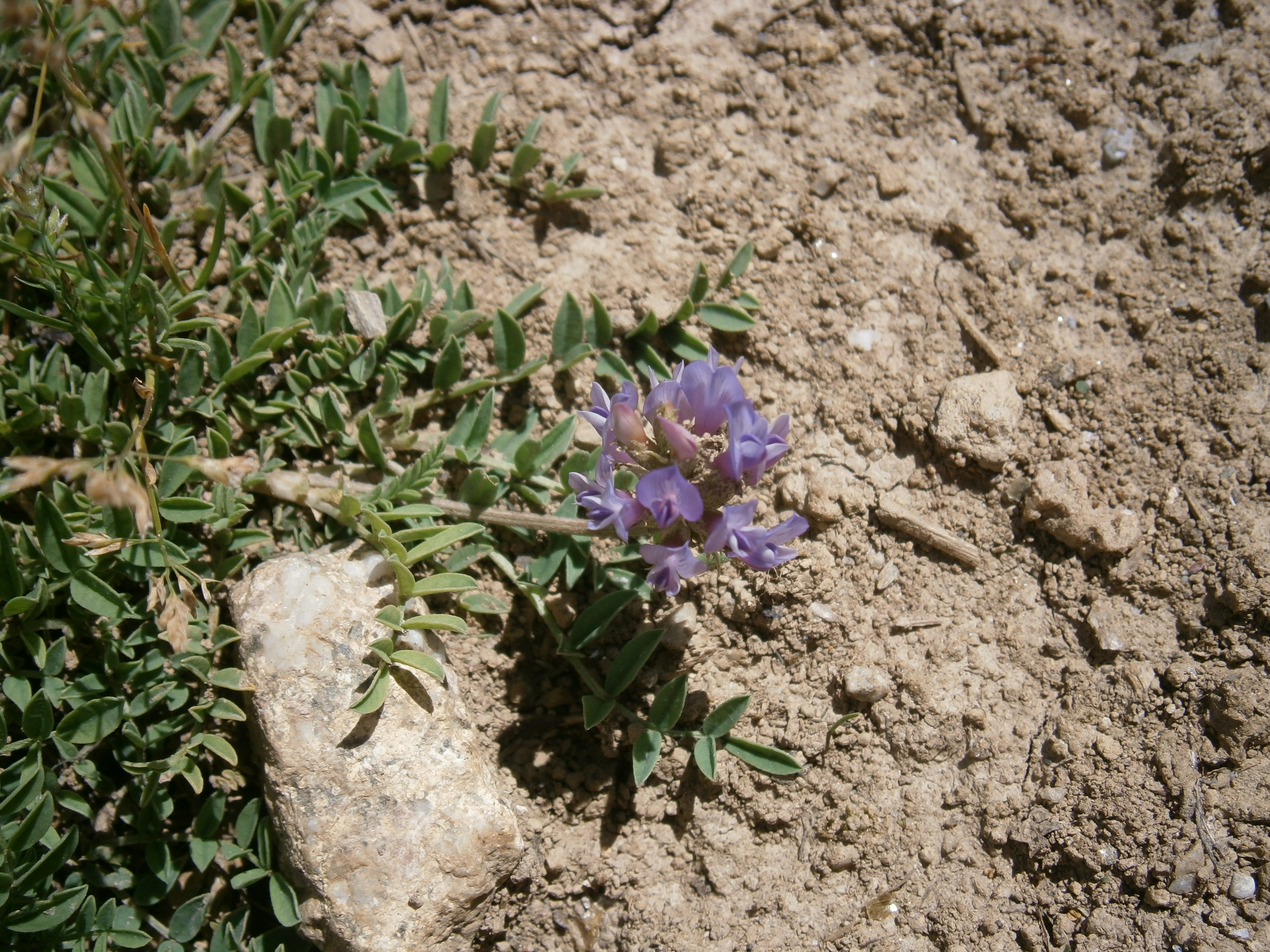